# Camp de Mart
|  | Aquest article tracta sobre el Camp de Mart de Roma; per al de París, vegeu l'article Camp de Mart (París). Per al de Tarragona, vegeu l'article Camp de Mart (Tarragona). |

Mapa esquemàtic de Roma amb el Camp de Mart fora de la Muralla Serviana, la línia vermella

El camp de Mart a l'antiga Roma era una esplanada al nord de la Muralla Serviana, construïda pel rei Servi Tul·li. Estava envoltada al sud pel turó Capitoli i a l'est pel turó Pincià (Mons Pincius); el límit oest el formava el riu Tíber. El nom prové de l'existència d'un antic santuari dedicat a Mart que datava dels temps del rei Numa Pompili. Un nou temple a Mart fou erigit el 388 aC pel tribú Quint Cecili Metel Macedònic, per complir amb la promesa feta dos anys abans durant la invasió dels gals.
Actualment la zona està totalment edificada i és el nom del districte IV de la ciutat.

## A l'antiguitat
A l'antiguitat era una àrea d'uns 2km², consagrada al déu Mart i destinada a l'entrenament de l'exèrcit. Dins d'aquest espai hi havia dues zones amb nom propi i dos santuaris:
- el Tarentum, on s'entrenaven els guerrers que anaven a cavall[1]
- el Trigarium, on entrenaven els carros arrossegats per una triga («tres cavalls»)[2]
- el santuari dedicat a Proserpina i a Dis Pater
- el santuari dedicat a Mart[3]

La llegenda diu que aquí hi havia una depressió a la banda meridional anomenada palus Caprae («el pantà de la cabra») on es troba actualment el Panteó, va ascendir als cels el primer rei de Roma, Ròmul.Tarquini el Superb se'n va apropiar dels terrenys i els va fer servir per sembrar cereals. Segons una llegenda, durant la revolta que va causar la caiguda en desgràcia d'aquest rei, es van llançar al riu les garbes de blat que s'havien collit d'aquell camp i així es va formar l'illa Tiberina. Amb el començament de l'època republicana, el Camp de Mart va tornar a ser de titularitat pública i es va dedicar de nou al déu Mart. Va ser la seu de la comitia centuriata, l'assemblea popular, preferida a altres llocs amb la mateixa funció, ja que per a seva amplitud permetia que les votacions es fessin més ràpidament.
Al sud del camp de Mart hi havia una zona destinada a rebre els ambaixadors d'altres ciutats, perquè estava també fora del pomerium. Aquesta zona, incloent el santuari de Mart, es va separar del camp de Mart l'any 221, va rebre el nom de Circ Flamini, pel qui ho va idear (Gaius Flaminius Nepos) i es va monumentalitzar edificant temples dedicats als déus dels visitants. La separació entre el circ Flamini i el camp de Mart era la via Lata, (actual via del Corso). l'antic santuari de Mart es va refer el 388 aC per iniciativa de Quint Cecili Metel Macedònic i es va transformar en un temple de gran bellesa.
L'esplanada del Camp de Mart havia començat a perdre espai amb la construcció l'any 55 aC del Teatre de Pompeu, el primer teatre fet d'obra que va tenir la ciutat. En temps d'August es va afegir la Saepta Julia, un edifici per situar les meses electorals.
També en època d'August, el cònsol i arquitecte Marc Vipsani Agripa va introduir alguns canvis:
- una zona de jardins
- la Basílica de Neptú[14]
- el Panteó,[15][16]
- les Termes d'Agripa
- l'amfiteatre de Statilius Taurus, el primer amfiteatre permanent construït a Roma[17]
- el teatre de Balb[18]
- un Rellotge de sol, anomenat Horologium Augusti, el rellotge més gran de l'antiguitat.[19][20]
- l'Ara Pacis, un monument dedicat a la pau[21]

Probablement a Calígula es deu la construcció d'un temple dedicat a Isis. En temps de Neró es van construir unes altres termes i un pont.
El Camp de Mart va quedar afectat pel Gran incendi de Roma, però fins a l'any 80 l'emperador Domicià no va encomanar obres de reparació, afegint després la construcció d'un estadi (l'actual Piazza Navona); també va encomanar la construcció del Temple d'Adrià, una columna dedicada a l'emperador Antoní Pius i una altra dedicada a Marc Aureli.

## En l'època papal
En l'època que la ciutat de Roma va ser governada pels papes, el camp de Mart es va convertir en el districte més poblat de la ciutat: alguns s'hi van traslladar perquè després de la guerra gòtica del segle vi els aqüeductes que proveïen aigua a la ciutat van quedar inservibles i aquesta zona més propera al riu resultava un lloc més apte per viure; a més durant l'edat mitjana molts peregrins que venien a visitar l'església de sant Pere del Vaticà escollien aquest districte per allotjar-s'hi.
El Camp de Mart era travessat per la processó que conduïa cada papa acabat d'escollir, des de l'església de sant Pere fins a la residència oficial dels papes, que en aquell temps era la Basílica de Sant Joan del Laterà. En aquesta època la via Lacta va esdevenir un carrer molt important perquè, unida a la via flamínia i la via cassia, eren l'enllaç amb la Porta del Poppolo, la sortida o entrada que connectava amb els països del nord d'Europa.

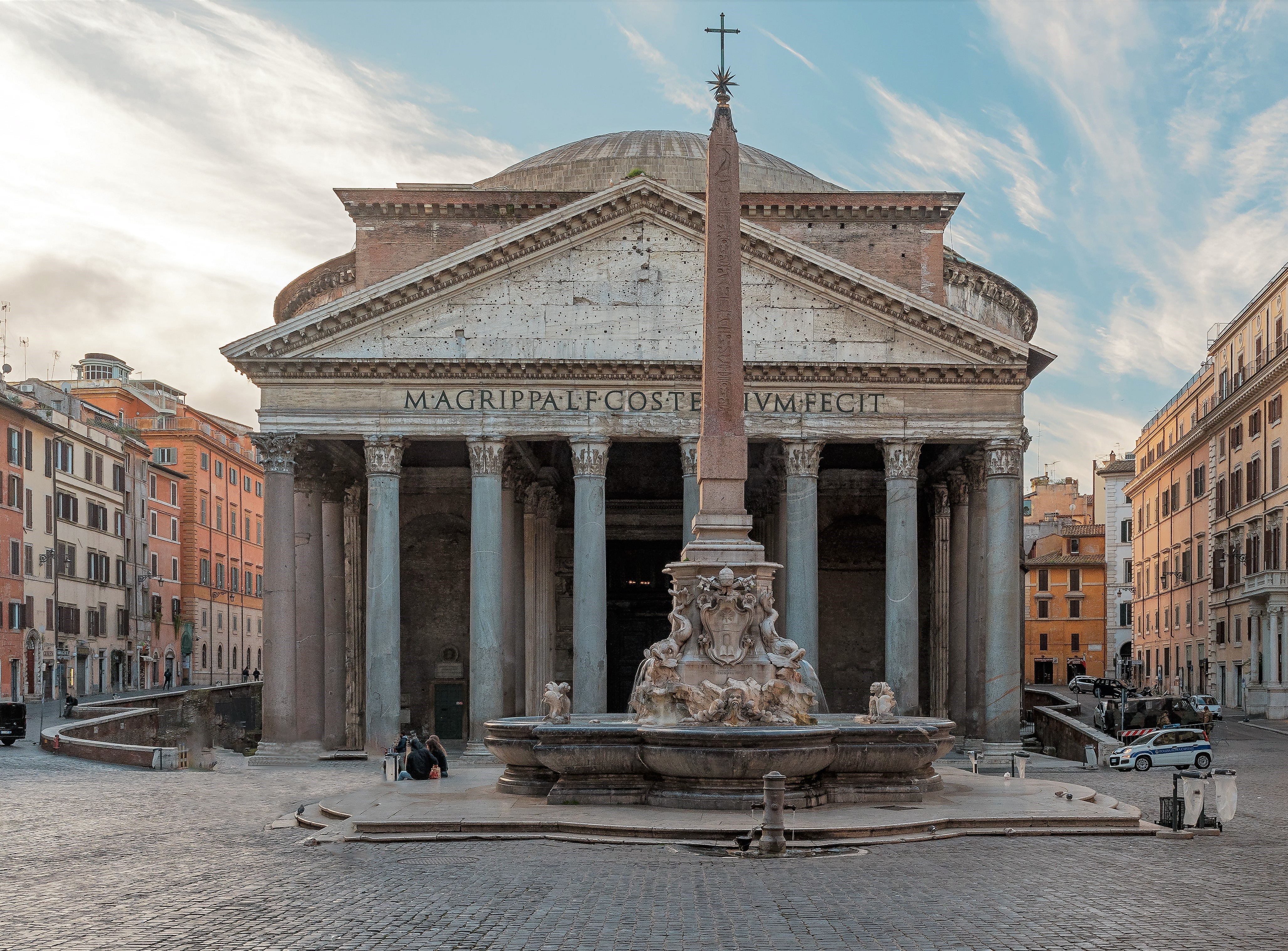
En l'època papal, les parets exteriors del Panteó es van despullar de marbre per aprofitar-lo en altres construccions.

Algunes transformacions del Camp de Mart ordenades pels papes van ser:
- El papa Pau II (1464 - 1471) va rectificar i alliberar el traçat de la via Lata, la qual va canviar de nom per "via del Corso".
- El papa Sixt IV (1471- 1484) va fer construir el Ponte Sisto
- El papa Juli II (1503 - 1513) va idear el sistema de carrer amb sentit únic que hi ha en l'actualitat seguint la riba del riu: la via Giulia per la riba esquerra (zona del Camp de Mart) i la via della Lungara per la riba dreta (zona del Trastevere i el Vaticà).
- El papa Lleó X, el 1518 va fer el traçat d'un nou carrer, la via Leonia,(després se li va canviar el nom er via Ripetta) que comunicava directament el pont Sant'Angelo amb la porta del Popolo.
- El papa Climent VII, entre el 1523 i el 1527, va encomanar l'allargament de l'actual carrer Babuino, cosa que va afavorir la urbanització del districte de Trevi, una zona que en aquell moment era marginal.
- El papa Pau III (1534 - 1549) va continuar el traçat del papa Climent fins a aconseguir el "Piccolo Tridente", una sèrie de tres carrers que confluïen al pont de Sant'Angelo.

L'any 1570 van encarregar el restabliment de l'aqüeducte Verge. També a l'ona van fer construir esglésies i palaus que eren les residències privades dels papes, però per altra banda van despullar el revestiment de marbre d'edificis antics com el Panteó per emprar-lo en les seves obres. A més van afegir alguns obeliscs.

## Època actual
L'actual districte anomenat Camp de Mart inclou l'antiga zona així dita més la zona del circ Flamini.
Els diversos elements del districte són aquests:

### Carrers
- Via Bocca di Leone
- Via Borgognona
- Via dei Condotti
- Via del Babuino
- Via del Corso
- Via della Croce
- Via dei Prefetti
- Via di Ripetta
- Via Gregoriana
- Via Margutta
- Via Sistina
- Via Tomacelli
- Via Vittoria

### Places

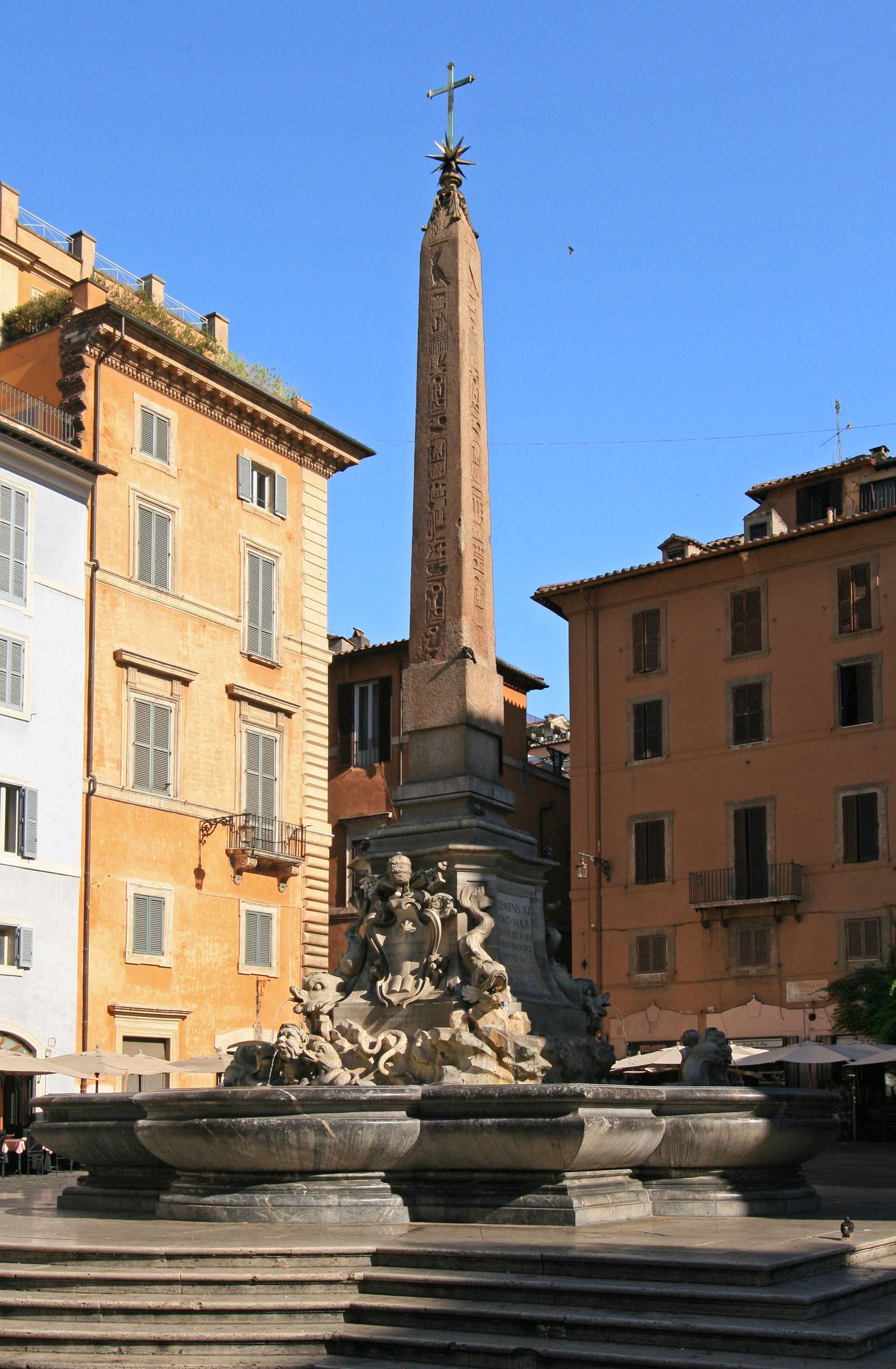
Obelisc situat al davant del Panteó

- Piazza del Popolo
- Piazza di Spagna
- Piazza Nicosia

### Palaus
- Palazzo Borghese
- Palazzo Firenze
- Palazzo Ruspoli
- Palazzo Capilupi
- Palazzetto Zuccari
- Palazzo Gabrielli-Mignanelli
- Palazzo Incontro
- Palazzo Nainer

### Esglésies
- Santa Maria del Popolo
- Santa Maria dei Miracoli
- Santa Maria in Montesanto
- Trinità dei Monti
- San Rocco in Augusteo
- Santi Ambrogio e Carlo al Corso
- Gesù e Maria
- San Girolamo dei Croati
- Sant'Antonio in Campo Marzio
- Santa Lucia della Tinta
- Santa Maria della Concezione in Campo Marzio
- Santa Maria Portae Paradisi
- Sant'Ivo dei Bretoni
- San Gregorio Nazianzeno
- San Nicola dei Prefetti
- Sant'Atanasio
- Santissima Trinità degli Spagnoli
- Santi Cecilia e Biagio
- San Giacomo in Augusta
- Resurrezione di Nostro Signore Gesù Cristo
- San Giovanni Battista de La Salle
- San Gregorio dei Muratori
- Santi Giorgio e Martiri inglesi
- Ognissanti
- Santi Giuseppe e Orsola (desconsagrada)
- Santissimo Sacramento di San Lorenzo in Lucina (desconsagrada)
- San Trifone in Posterula (destruïda)

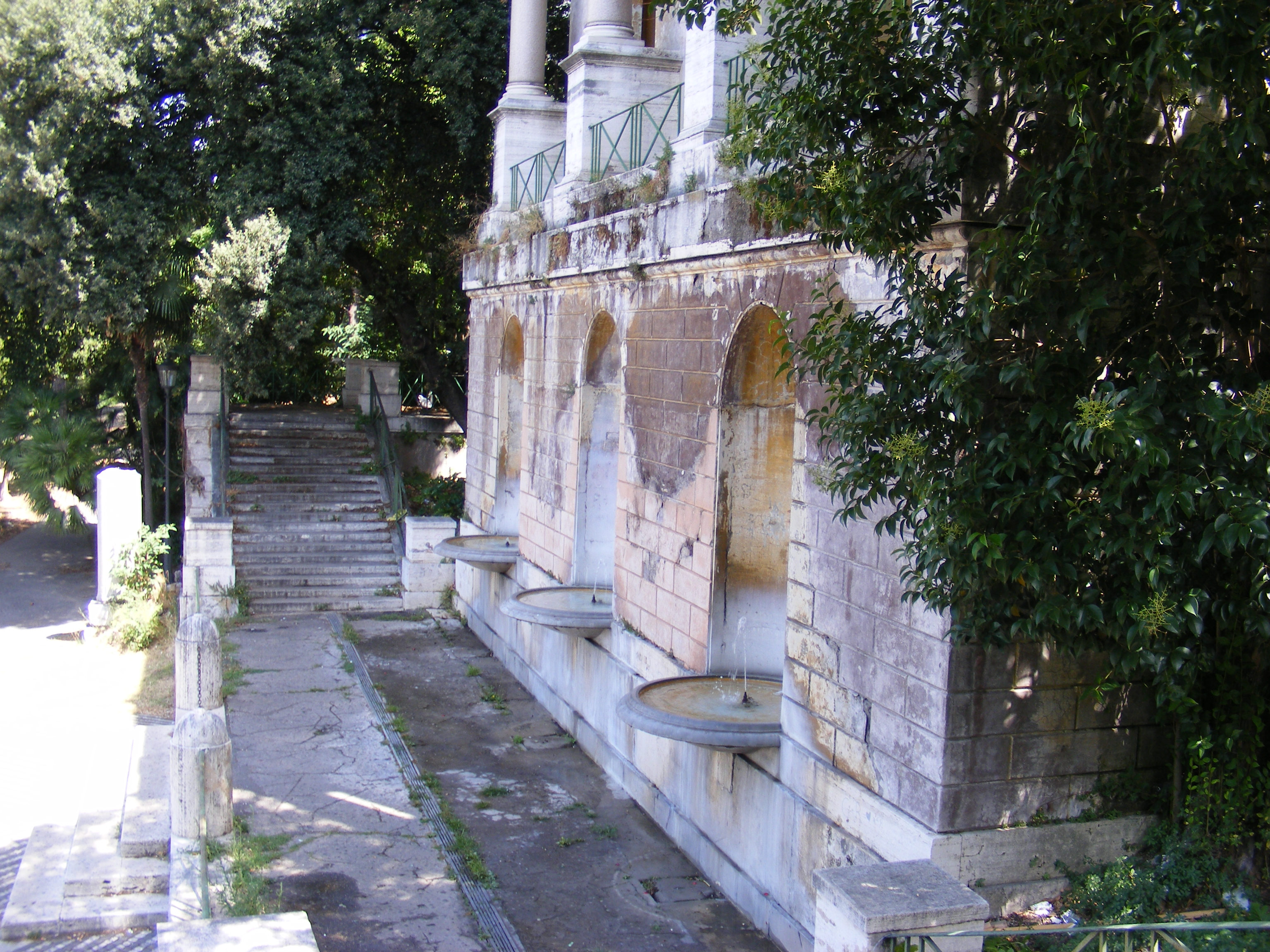
Jardins del Pincio, font de la Verge

### Vil·les i jardins
- Pincio
- Vil·la Medici
- Casina Valadier